# Duce! Duce! Ascesa e caduta di Benito Mussolini
Duce! Duce! Ascesa e caduta di Benito Mussolini (Duce! The Rise and Fall of Benito Mussolini) è una biografia di Benito Mussolini scritta nel 1971 dall'inglese Richard Collier e pubblicata in Italia nel 1971 da Mursia.
L'autore è stato corrispondente di guerra della Royal Air Force durante il secondo conflitto mondiale e membro del controspionaggio ed ha lavorato al libro per oltre tre anni fra il 1967 ed il 1970 svolgendo ricerche documentarie, testimonianze ed interviste a superstiti dell'epoca e protagonisti e testimoni degli eventi trattati.
In virtù di tali ricerche, il libro fornisce, oltre un approfondito e documentato ritratto del duce del fascismo, uno spaccato di un'epoca (quella dell'avvento del ventennio fascista) e quello di una nazione, l'Italia, ancor giovane e politicamente instabile e nel cui destino si profilavano una disastrosa guerra al fianco del Reich hitleriano ed un sanguinoso conflitto civile con l'avvento della Repubblica Sociale Italiana e la guerra di resistenza partigiana.
La prosa di Collier evidenzia documentate pagine di storia - dalla formazione dei fasci di combattimento, prodromi del fascismo, alle colonie imperiali, all'alleanza tripartita con Germania e Giappone che portò alla seconda guerra mondiale - e nitidi ritratti di personaggi che a Mussolini furono vicini: in primis i familiari, dai figli Edda, Vittorio, Bruno, Romano e Anna Maria alla moglie Rachele e al genero Galeazzo Ciano, dall'amante della prima ora, l'intellettuale Margherita Sarfatti, a quella storica Clara Petacci, che ne condivise la sorte finale, ai gerarchi che lo seguirono dalla marcia su Roma e, buon ultimo, Adolf Hitler, che di Mussolini fu un estimatore della "prima ora".

## Le appendici
Integrano e completano l'opera cinquantacinque fotografie fuori testo e, in una serie di appendici, materiale custodito negli archivi nazionali degli Stati Uniti fra cui alcune lettere di Dino Grandi, come ambasciatore italiano nel Regno Unito; dai medesimi archivi sono stati ricavati i testi di alcune lettere che fanno parte della corrispondenza intercorsa fra Mussolini e Claretta Petacci. Infine, sempre in appendice, sono state incluse le relazioni dell'allora console generale Giuseppe Renzetti sulla situazione politica in Germania fra il 1931 ed il 1933, anno in cui il nazismo andò al potere.

## Edizioni
- Richard Collier, Duce! Duce! Ascesa e caduta di Benito Mussolini, traduzione di Maria Teresa Vasta, Voci uomini e tempi, Mursia, 1971,  p. 548, ISBN 88-425-8658-7.